# Berenguer II de Nèustria
Berenguer II, mort el 896, va ser comte de Bayeux i marquès de Nèustria de 886 a 896

## Biografia
Era originari d'una família de la noblesa carolíngia instal·lada a LA França oriental. El 886, a la mort del marquès popònida Enric de Nèustra en el setge de París, l'emperador Carles III el Gras, qui havia aconseguit reunir els trossos de l'Imperi de Carlemanya, li va encarregar de la marca de Nèustria per defensar-la contra els Normands.
Intervingué efectivament contra els raids normands moltes vegades, i principalment a les regions de Le Mans i de Bayeux. Una carta del 892 el mostra com un igual de Robert, el titular de l'altra marca de Nèustria.

## Família

### Certeses
La seva família és poc coneguda. Els fets certs o quasi-certs amb relació a ell són:
- Una teoria li dona una filla Poppa, dita de Bayeux, qui va ser presa pels normands cap a 892 i va ser casada amb un dels seus caps, Rollon, el futur comte de Rouen. Seran els avantpassats de la casa ducal de Normandia.

- Aquest nom de Poppa s'ha de vincular amb el comte de Grabfeld, Poppon II, duc germànic de la família dels Popònides i germà del marquès Enric de Nèustria, el predecessor de Berenguer. Es considera que Berenguer era bé un fill, o bé un gendre d'Enric.

- el cronista Dudon de Saint-Quentin presenta el comte Bernard de Senlis com l'oncle matern de Guillem I de Normandia, fill de Rol·ló i de Poppa.

D'aquests diferents fets, dues hipòtesis han estat emeses:

### Hipòtesi 1: Berenguer era gendre d'Enric de Nèustria
En aquest cas, per explicar el seu nom, així com la tria de la seva persona per al marquesat de Neustrie, seria net de Gebhard de Lahngau i, per tant, fill o nebot de Berenguer I de Nèustria, que va ser breument marquès de Nèustria. La seva esposa seria doncs una filla del marquès Enric de Nèustria, i d'Ingeltruda de Friül.
Aquesta hipòtesi, la més antiga, planteja el problema del parentiu entre Guillem I de Normandia (Guillem Llarga Espasa) i Bernard de Senlis, ja que aquest darrer és d'altra banda presentat com un fill de Guiu de Senlis, i la seva mare era probablement procedent de la casa de Vermandois. No posseïa de fet més que un vincle de parentiu llunyà (cosí procedent d'un germà) amb Poppa. L'explicació donada és que Berenguer, acaparat per les seves funcions de defenses contra els normands, el va confiar als seus parents els comtes de Senlis, que l'haurien criat a la seva llar.
|                     |                     |                     |                     |                     |                     |  |  |            |            |            |            | Lluís el Pietós emperador                                             |                                                                       |                                                                       |                                                                       |                                                                       |                                                                       |                        |                        |                        |                        |  |  |            |            |            |            |                                         |                                         |                                         |                                         |                                         |                                         |                   |                   |                           |                           |                           |                           |                            |                            |                            |                            |                                       |                                       |                                       |                                       |                                       |                                       |                 |                 |                            |                            |                            |                            |                               |                               |                               |                               |                               |                               |  |  |  |  |  |  |  |  |  |  |  |  |  |  |  |  |  |  |  |  |  |  |
|                     |                     |                     |                     |                     |                     |  |  |            |            |            |            |                                                                       |                                                                       |                                                                       |                                                                       |                                                                       |                                                                       |                        |                        |                        |                        |  |  |            |            |            |            |                                         |                                         |                                         |                                         |                                         |                                         |                   |                   |                           |                           |                           |                           |                            |                            |                            |                            |                                       |                                       |                                       |                                       |                                       |                                       |                 |                 |                            |                            |                            |                            |                               |                               |                               |                               |                               |                               |  |  |  |  |  |  |  |  |  |  |  |  |  |  |  |  |  |  |  |  |  |  |
|                     |                     |                     |                     |                     |                     |  |  |            |            |            |            | Gisela (filla de Lluís el Pietós) x Eberard o Evrard marquès de Friül | Gisela (filla de Lluís el Pietós) x Eberard o Evrard marquès de Friül | Gisela (filla de Lluís el Pietós) x Eberard o Evrard marquès de Friül | Gisela (filla de Lluís el Pietós) x Eberard o Evrard marquès de Friül | Gisela (filla de Lluís el Pietós) x Eberard o Evrard marquès de Friül | Gisela (filla de Lluís el Pietós) x Eberard o Evrard marquès de Friül |                        |                        |                        |                        |  |  |            |            |            |            |                                         |                                         |                                         |                                         |                                         |                                         |                   |                   |                           |                           |                           |                           |                            |                            |                            |                            |                                       |                                       |                                       |                                       |                                       |                                       |                 |                 | Gebhard de Lahngau         | Gebhard de Lahngau         | Gebhard de Lahngau         | Gebhard de Lahngau         | Gebhard de Lahngau            | Gebhard de Lahngau            |                               |                               |                               |                               |  |  |  |  |  |  |  |  |  |  |  |  |  |  |  |  |  |  |  |  |  |  |
|                     |                     |                     |                     |                     |                     |  |  |            |            |            |            | Gisela (filla de Lluís el Pietós) x Eberard o Evrard marquès de Friül | Gisela (filla de Lluís el Pietós) x Eberard o Evrard marquès de Friül | Gisela (filla de Lluís el Pietós) x Eberard o Evrard marquès de Friül | Gisela (filla de Lluís el Pietós) x Eberard o Evrard marquès de Friül | Gisela (filla de Lluís el Pietós) x Eberard o Evrard marquès de Friül | Gisela (filla de Lluís el Pietós) x Eberard o Evrard marquès de Friül |                        |                        |                        |                        |  |  |            |            |            |            |                                         |                                         |                                         |                                         |                                         |                                         |                   |                   |                           |                           |                           |                           |                            |                            |                            |                            |                                       |                                       |                                       |                                       |                                       |                                       |                 |                 | Gebhard de Lahngau         | Gebhard de Lahngau         | Gebhard de Lahngau         | Gebhard de Lahngau         | Gebhard de Lahngau            | Gebhard de Lahngau            |                               |                               |                               |                               |  |  |  |  |  |  |  |  |  |  |  |  |  |  |  |  |  |  |  |  |  |  |
|                     |                     |                     |                     |                     |                     |  |  |            |            |            |            |                                                                       |                                                                       |                                                                       |                                                                       |                                                                       |                                                                       |                        |                        |                        |                        |  |  |            |            |            |            |                                         |                                         |                                         |                                         |                                         |                                         |                   |                   |                           |                           |                           |                           |                            |                            |                            |                            |                                       |                                       |                                       |                                       |                                       |                                       |                 |                 |                            |                            |                            |                            |                               |                               |                               |                               |                               |                               |  |  |  |  |  |  |  |  |  |  |  |  |  |  |  |  |  |  |  |  |  |  |
| Berenguer emperador | Berenguer emperador | Berenguer emperador | Berenguer emperador | Berenguer emperador | Berenguer emperador |  |  | Pipí comte | Pipí comte | Pipí comte | Pipí comte | Pipí comte                                                            | Pipí comte                                                            |                                                                       |                                                                       | Heilwig x Hucbald                                                     | Heilwig x Hucbald                                                     | Heilwig x Hucbald      | Heilwig x Hucbald      | Heilwig x Hucbald      | Heilwig x Hucbald      |  |  | Ingeltruda | Ingeltruda | Ingeltruda | Ingeltruda | Ingeltruda                              | Ingeltruda                              |                                         |                                         | Enric de Nèustria                       | Enric de Nèustria                       | Enric de Nèustria | Enric de Nèustria | Enric de Nèustria         | Enric de Nèustria         |                           |                           | Poppo II comte de Grabfeld | Poppo II comte de Grabfeld | Poppo II comte de Grabfeld | Poppo II comte de Grabfeld | Poppo II comte de Grabfeld            | Poppo II comte de Grabfeld            |                                       |                                       | Udo de Nèustria                       | Udo de Nèustria                       | Udo de Nèustria | Udo de Nèustria | Udo de Nèustria            | Udo de Nèustria            |                            |                            | Berenguer marquès de Nèustria | Berenguer marquès de Nèustria | Berenguer marquès de Nèustria | Berenguer marquès de Nèustria | Berenguer marquès de Nèustria | Berenguer marquès de Nèustria |  |  |  |  |  |  |  |  |  |  |  |  |  |  |  |  |  |  |  |  |  |  |
| Berenguer emperador | Berenguer emperador | Berenguer emperador | Berenguer emperador | Berenguer emperador | Berenguer emperador |  |  | Pipí comte | Pipí comte | Pipí comte | Pipí comte | Pipí comte                                                            | Pipí comte                                                            |                                                                       |                                                                       | Heilwig x Hucbald                                                     | Heilwig x Hucbald                                                     | Heilwig x Hucbald      | Heilwig x Hucbald      | Heilwig x Hucbald      | Heilwig x Hucbald      |  |  | Ingeltruda | Ingeltruda | Ingeltruda | Ingeltruda | Ingeltruda                              | Ingeltruda                              |                                         |                                         | Enric de Nèustria                       | Enric de Nèustria                       | Enric de Nèustria | Enric de Nèustria | Enric de Nèustria         | Enric de Nèustria         |                           |                           | Poppo II comte de Grabfeld | Poppo II comte de Grabfeld | Poppo II comte de Grabfeld | Poppo II comte de Grabfeld | Poppo II comte de Grabfeld            | Poppo II comte de Grabfeld            |                                       |                                       | Udo de Nèustria                       | Udo de Nèustria                       | Udo de Nèustria | Udo de Nèustria | Udo de Nèustria            | Udo de Nèustria            |                            |                            | Berenguer marquès de Nèustria | Berenguer marquès de Nèustria | Berenguer marquès de Nèustria | Berenguer marquès de Nèustria | Berenguer marquès de Nèustria | Berenguer marquès de Nèustria |  |  |  |  |  |  |  |  |  |  |  |  |  |  |  |  |  |  |  |  |  |  |
|                     |                     |                     |                     |                     |                     |  |  |            |            |            |            |                                                                       |                                                                       |                                                                       |                                                                       |                                                                       |                                                                       |                        |                        |                        |                        |  |  |            |            |            |            |                                         |                                         |                                         |                                         |                                         |                                         |                   |                   |                           |                           |                           |                           |                            |                            |                            |                            |                                       |                                       |                                       |                                       |                                       |                                       |                 |                 |                            |                            |                            |                            |                               |                               |                               |                               |                               |                               |  |  |  |  |  |  |  |  |  |  |  |  |  |  |  |  |  |  |  |  |  |  |
|                     |                     |                     |                     |                     |                     |  |  |            |            |            |            |                                                                       |                                                                       |                                                                       |                                                                       |                                                                       |                                                                       |                        |                        |                        |                        |  |  |            |            |            |            |                                         |                                         |                                         |                                         |                                         |                                         |                   |                   |                           |                           |                           |                           |                            |                            |                            |                            |                                       |                                       |                                       |                                       |                                       |                                       |                 |                 |                            |                            |                            |                            |                               |                               |                               |                               |                               |                               |  |  |  |  |  |  |  |  |  |  |  |  |  |  |  |  |  |  |  |  |  |  |
|                     |                     |                     |                     |                     |                     |  |  | (Adela)    | (Adela)    | (Adela)    | (Adela)    | (Adela)                                                               | (Adela)                                                               |                                                                       |                                                                       | (Guiu) comte de Senlis                                                | (Guiu) comte de Senlis                                                | (Guiu) comte de Senlis | (Guiu) comte de Senlis | (Guiu) comte de Senlis | (Guiu) comte de Senlis |  |  |            |            |            |            | (Adalinda)                              | (Adalinda)                              | (Adalinda)                              | (Adalinda)                              | (Adalinda)                              | (Adalinda)                              |                   |                   |                           |                           |                           |                           |                            |                            |                            |                            |                                       |                                       |                                       |                                       |                                       |                                       |                 |                 | Berenguer II de Nèustria   | Berenguer II de Nèustria   | Berenguer II de Nèustria   | Berenguer II de Nèustria   | Berenguer II de Nèustria      | Berenguer II de Nèustria      |                               |                               |                               |                               |  |  |  |  |  |  |  |  |  |  |  |  |  |  |  |  |  |  |  |  |  |  |
|                     |                     |                     |                     |                     |                     |  |  | (Adela)    | (Adela)    | (Adela)    | (Adela)    | (Adela)                                                               | (Adela)                                                               |                                                                       |                                                                       | (Guiu) comte de Senlis                                                | (Guiu) comte de Senlis                                                | (Guiu) comte de Senlis | (Guiu) comte de Senlis | (Guiu) comte de Senlis | (Guiu) comte de Senlis |  |  |            |            |            |            | (Adalinda)                              | (Adalinda)                              | (Adalinda)                              | (Adalinda)                              | (Adalinda)                              | (Adalinda)                              |                   |                   |                           |                           |                           |                           |                            |                            |                            |                            |                                       |                                       |                                       |                                       |                                       |                                       |                 |                 | Berenguer II de Nèustria   | Berenguer II de Nèustria   | Berenguer II de Nèustria   | Berenguer II de Nèustria   | Berenguer II de Nèustria      | Berenguer II de Nèustria      |                               |                               |                               |                               |  |  |  |  |  |  |  |  |  |  |  |  |  |  |  |  |  |  |  |  |  |  |
|                     |                     |                     |                     |                     |                     |  |  |            |            |            |            |                                                                       |                                                                       |                                                                       |                                                                       |                                                                       |                                                                       |                        |                        |                        |                        |  |  |            |            |            |            |                                         |                                         |                                         |                                         |                                         |                                         |                   |                   |                           |                           |                           |                           |                            |                            |                            |                            |                                       |                                       |                                       |                                       |                                       |                                       |                 |                 |                            |                            |                            |                            |                               |                               |                               |                               |                               |                               |  |  |  |  |  |  |  |  |  |  |  |  |  |  |  |  |  |  |  |  |  |  |
|                     |                     |                     |                     |                     |                     |  |  |            |            |            |            |                                                                       |                                                                       |                                                                       |                                                                       |                                                                       |                                                                       |                        |                        |                        |                        |  |  |            |            |            |            |                                         |                                         |                                         |                                         |                                         |                                         |                   |                   |                           |                           |                           |                           |                            |                            |                            |                            |                                       |                                       |                                       |                                       |                                       |                                       |                 |                 |                            |                            |                            |                            |                               |                               |                               |                               |                               |                               |  |  |  |  |  |  |  |  |  |  |  |  |  |  |  |  |  |  |  |  |  |  |
|                     |                     |                     |                     |                     |                     |  |  |            |            |            |            | Bernat comte de Senlis                                                | Bernat comte de Senlis                                                | Bernat comte de Senlis                                                | Bernat comte de Senlis                                                | Bernat comte de Senlis                                                | Bernat comte de Senlis                                                |                        |                        |                        |                        |  |  |            |            |            |            | Poppa de Bayeux x Rol·ló comte de Rouen | Poppa de Bayeux x Rol·ló comte de Rouen | Poppa de Bayeux x Rol·ló comte de Rouen | Poppa de Bayeux x Rol·ló comte de Rouen | Poppa de Bayeux x Rol·ló comte de Rouen | Poppa de Bayeux x Rol·ló comte de Rouen |                   |                   | N.                        | N.                        | N.                        | N.                        | N.                         | N.                         |                            |                            | Wendigarda x Udalric comte de Linzgau | Wendigarda x Udalric comte de Linzgau | Wendigarda x Udalric comte de Linzgau | Wendigarda x Udalric comte de Linzgau | Wendigarda x Udalric comte de Linzgau | Wendigarda x Udalric comte de Linzgau |                 |                 |                            |                            |                            |                            |                               |                               |                               |                               |                               |                               |  |  |  |  |  |  |  |  |  |  |  |  |  |  |  |  |  |  |  |  |  |  |
|                     |                     |                     |                     |                     |                     |  |  |            |            |            |            | Bernat comte de Senlis                                                | Bernat comte de Senlis                                                | Bernat comte de Senlis                                                | Bernat comte de Senlis                                                | Bernat comte de Senlis                                                | Bernat comte de Senlis                                                |                        |                        |                        |                        |  |  |            |            |            |            | Poppa de Bayeux x Rol·ló comte de Rouen | Poppa de Bayeux x Rol·ló comte de Rouen | Poppa de Bayeux x Rol·ló comte de Rouen | Poppa de Bayeux x Rol·ló comte de Rouen | Poppa de Bayeux x Rol·ló comte de Rouen | Poppa de Bayeux x Rol·ló comte de Rouen |                   |                   | N.                        | N.                        | N.                        | N.                        | N.                         | N.                         |                            |                            | Wendigarda x Udalric comte de Linzgau | Wendigarda x Udalric comte de Linzgau | Wendigarda x Udalric comte de Linzgau | Wendigarda x Udalric comte de Linzgau | Wendigarda x Udalric comte de Linzgau | Wendigarda x Udalric comte de Linzgau |                 |                 |                            |                            |                            |                            |                               |                               |                               |                               |                               |                               |  |  |  |  |  |  |  |  |  |  |  |  |  |  |  |  |  |  |  |  |  |  |
|                     |                     |                     |                     |                     |                     |  |  |            |            |            |            |                                                                       |                                                                       |                                                                       |                                                                       |                                                                       |                                                                       |                        |                        |                        |                        |  |  |            |            |            |            |                                         |                                         |                                         |                                         |                                         |                                         |                   |                   |                           |                           |                           |                           |                            |                            |                            |                            |                                       |                                       |                                       |                                       |                                       |                                       |                 |                 |                            |                            |                            |                            |                               |                               |                               |                               |                               |                               |  |  |  |  |  |  |  |  |  |  |  |  |  |  |  |  |  |  |  |  |  |  |
|                     |                     |                     |                     |                     |                     |  |  |            |            |            |            |                                                                       |                                                                       |                                                                       |                                                                       |                                                                       |                                                                       |                        |                        |                        |                        |  |  |            |            |            |            |                                         |                                         |                                         |                                         |                                         |                                         |                   |                   | Juhel Berenguer de Rennes | Juhel Berenguer de Rennes | Juhel Berenguer de Rennes | Juhel Berenguer de Rennes | Juhel Berenguer de Rennes  | Juhel Berenguer de Rennes  |                            |                            | Berenguer comte de Thurgau            | Berenguer comte de Thurgau            | Berenguer comte de Thurgau            | Berenguer comte de Thurgau            | Berenguer comte de Thurgau            | Berenguer comte de Thurgau            |                 |                 | Burkhard abat de Sant Gall | Burkhard abat de Sant Gall | Burkhard abat de Sant Gall | Burkhard abat de Sant Gall | Burkhard abat de Sant Gall    | Burkhard abat de Sant Gall    |                               |                               |                               |                               |  |  |  |  |  |  |  |  |  |  |  |  |  |  |  |  |  |  |  |  |  |  |

### Hipòtesi 2: Berenguer era fill d'Enric de Nèustria
Últimament, una altra hipòtesi ha estat enunciada, partint del principi que el nom Berenguer era portat per Berenguer I{, rei d'Itàlia, emperador, i cunyat del marquès Enric de Nèustria, Berenguer seria llavors fill del marquès Enric i d'Ingeltruda de Friül, germana de Berenguer I, i hauria succeït simplement al seu pare en els seus honores. Per això, res no impedeix proposar la mare de Poppa com a sortida de la casa de vermandois, casat en primeres noces a Berenguer i en segones amb Guiu, comte de Senlis.
|                       |                       |                       |                       |                       |                       |  |  |                           |                           |                           |                           | Lluís el Pietós emperador                                   |                           |                        |                        |                        |                        |            |            |                                         |                                         |                                         |                                         |                                         |                                         |            |            |                                 |                                 |                                 |                                 |                                 |                                 |                   |                   |                                       |                                       |                                       |                                       |                                       |                                       |                            |                            |                            |                            |                            |                            |                            |                            |  |  |  |  |  |  |  |  |  |  |  |  |  |  |  |  |  |  |  |  |  |  |  |  |  |  |
|                       |                       |                       |                       |                       |                       |  |  |                           |                           |                           |                           |                                                             |                           |                        |                        |                        |                        |            |            |                                         |                                         |                                         |                                         |                                         |                                         |            |            |                                 |                                 |                                 |                                 |                                 |                                 |                   |                   |                                       |                                       |                                       |                                       |                                       |                                       |                            |                            |                            |                            |                            |                            |                            |                            |  |  |  |  |  |  |  |  |  |  |  |  |  |  |  |  |  |  |  |  |  |  |  |  |  |  |
|                       |                       |                       |                       |                       |                       |  |  |                           |                           |                           |                           | Gisela (filla de Lluís el Pietos x Eberard marquès de Friül |                           |                        |                        |                        |                        |            |            |                                         |                                         |                                         |                                         |                                         |                                         |            |            |                                 |                                 |                                 |                                 |                                 |                                 |                   |                   |                                       |                                       |                                       |                                       |                                       |                                       |                            |                            |                            |                            |                            |                            |                            |                            |  |  |  |  |  |  |  |  |  |  |  |  |  |  |  |  |  |  |  |  |  |  |  |  |  |  |
|                       |                       |                       |                       |                       |                       |  |  |                           |                           |                           |                           |                                                             |                           |                        |                        |                        |                        |            |            |                                         |                                         |                                         |                                         |                                         |                                         |            |            |                                 |                                 |                                 |                                 |                                 |                                 |                   |                   |                                       |                                       |                                       |                                       |                                       |                                       |                            |                            |                            |                            |                            |                            |                            |                            |  |  |  |  |  |  |  |  |  |  |  |  |  |  |  |  |  |  |  |  |  |  |  |  |  |  |
|                       |                       |                       |                       |                       |                       |  |  |                           |                           |                           |                           |                                                             |                           |                        |                        |                        |                        |            |            |                                         |                                         |                                         |                                         |                                         |                                         |            |            |                                 |                                 |                                 |                                 |                                 |                                 |                   |                   |                                       |                                       |                                       |                                       |                                       |                                       |                            |                            |                            |                            |                            |                            |                            |                            |  |  |  |  |  |  |  |  |  |  |  |  |  |  |  |  |  |  |  |  |  |  |  |  |  |  |
| Berenguer I emperador | Berenguer I emperador | Berenguer I emperador | Berenguer I emperador | Berenguer I emperador | Berenguer I emperador |  |  | Heilwig x Hucbald de Gouy | Heilwig x Hucbald de Gouy | Heilwig x Hucbald de Gouy | Heilwig x Hucbald de Gouy | Heilwig x Hucbald de Gouy                                   | Heilwig x Hucbald de Gouy |                        |                        | Pipí comte             | Pipí comte             | Pipí comte | Pipí comte | Pipí comte                              | Pipí comte                              |                                         |                                         | Ingeltruda                              | Ingeltruda                              | Ingeltruda | Ingeltruda | Ingeltruda                      | Ingeltruda                      |                                 |                                 | Enric de Nèustria               | Enric de Nèustria               | Enric de Nèustria | Enric de Nèustria | Enric de Nèustria                     | Enric de Nèustria                     |                                       |                                       | Poppo II comte de Grabfeld            | Poppo II comte de Grabfeld            | Poppo II comte de Grabfeld | Poppo II comte de Grabfeld | Poppo II comte de Grabfeld | Poppo II comte de Grabfeld |                            |                            |                            |                            |  |  |  |  |  |  |  |  |  |  |  |  |  |  |  |  |  |  |  |  |  |  |  |  |  |  |
| Berenguer I emperador | Berenguer I emperador | Berenguer I emperador | Berenguer I emperador | Berenguer I emperador | Berenguer I emperador |  |  | Heilwig x Hucbald de Gouy | Heilwig x Hucbald de Gouy | Heilwig x Hucbald de Gouy | Heilwig x Hucbald de Gouy | Heilwig x Hucbald de Gouy                                   | Heilwig x Hucbald de Gouy |                        |                        | Pipí comte             | Pipí comte             | Pipí comte | Pipí comte | Pipí comte                              | Pipí comte                              |                                         |                                         | Ingeltruda                              | Ingeltruda                              | Ingeltruda | Ingeltruda | Ingeltruda                      | Ingeltruda                      |                                 |                                 | Enric de Nèustria               | Enric de Nèustria               | Enric de Nèustria | Enric de Nèustria | Enric de Nèustria                     | Enric de Nèustria                     |                                       |                                       | Poppo II comte de Grabfeld            | Poppo II comte de Grabfeld            | Poppo II comte de Grabfeld | Poppo II comte de Grabfeld | Poppo II comte de Grabfeld | Poppo II comte de Grabfeld |                            |                            |                            |                            |  |  |  |  |  |  |  |  |  |  |  |  |  |  |  |  |  |  |  |  |  |  |  |  |  |  |
|                       |                       |                       |                       |                       |                       |  |  |                           |                           |                           |                           |                                                             |                           |                        |                        |                        |                        |            |            |                                         |                                         |                                         |                                         |                                         |                                         |            |            |                                 |                                 |                                 |                                 |                                 |                                 |                   |                   |                                       |                                       |                                       |                                       |                                       |                                       |                            |                            |                            |                            |                            |                            |                            |                            |  |  |  |  |  |  |  |  |  |  |  |  |  |  |  |  |  |  |  |  |  |  |  |  |  |  |
|                       |                       |                       |                       |                       |                       |  |  | (Guiu) comte de Senlis    | (Guiu) comte de Senlis    | (Guiu) comte de Senlis    | (Guiu) comte de Senlis    | (Guiu) comte de Senlis                                      | (Guiu) comte de Senlis    |                        |                        | (Adela)                | (Adela)                | (Adela)    | (Adela)    | (Adela)                                 | (Adela)                                 |                                         |                                         |                                         |                                         |            |            | Berenguer II de Nèustria        | Berenguer II de Nèustria        | Berenguer II de Nèustria        | Berenguer II de Nèustria        | Berenguer II de Nèustria        | Berenguer II de Nèustria        |                   |                   |                                       |                                       |                                       |                                       |                                       |                                       |                            |                            |                            |                            |                            |                            |                            |                            |  |  |  |  |  |  |  |  |  |  |  |  |  |  |  |  |  |  |  |  |  |  |  |  |  |  |
|                       |                       |                       |                       |                       |                       |  |  | (Guiu) comte de Senlis    | (Guiu) comte de Senlis    | (Guiu) comte de Senlis    | (Guiu) comte de Senlis    | (Guiu) comte de Senlis                                      | (Guiu) comte de Senlis    |                        |                        | (Adela)                | (Adela)                | (Adela)    | (Adela)    | (Adela)                                 | (Adela)                                 |                                         |                                         |                                         |                                         |            |            | Berenguer II de Nèustria        | Berenguer II de Nèustria        | Berenguer II de Nèustria        | Berenguer II de Nèustria        | Berenguer II de Nèustria        | Berenguer II de Nèustria        |                   |                   |                                       |                                       |                                       |                                       |                                       |                                       |                            |                            |                            |                            |                            |                            |                            |                            |  |  |  |  |  |  |  |  |  |  |  |  |  |  |  |  |  |  |  |  |  |  |  |  |  |  |
|                       |                       |                       |                       |                       |                       |  |  |                           |                           |                           |                           |                                                             |                           |                        |                        |                        |                        |            |            |                                         |                                         |                                         |                                         |                                         |                                         |            |            |                                 |                                 |                                 |                                 |                                 |                                 |                   |                   |                                       |                                       |                                       |                                       |                                       |                                       |                            |                            |                            |                            |                            |                            |                            |                            |  |  |  |  |  |  |  |  |  |  |  |  |  |  |  |  |  |  |  |  |  |  |  |  |  |  |
|                       |                       |                       |                       |                       |                       |  |  |                           |                           |                           |                           |                                                             |                           |                        |                        |                        |                        |            |            |                                         |                                         |                                         |                                         |                                         |                                         |            |            |                                 |                                 |                                 |                                 |                                 |                                 |                   |                   |                                       |                                       |                                       |                                       |                                       |                                       |                            |                            |                            |                            |                            |                            |                            |                            |  |  |  |  |  |  |  |  |  |  |  |  |  |  |  |  |  |  |  |  |  |  |  |  |  |  |
|                       |                       |                       |                       |                       |                       |  |  |                           |                           |                           |                           | Bernat comte de Senlis                                      | Bernat comte de Senlis    | Bernat comte de Senlis | Bernat comte de Senlis | Bernat comte de Senlis | Bernat comte de Senlis |            |            | Poppa de Bayeux x Rol·ló comte de Rouen | Poppa de Bayeux x Rol·ló comte de Rouen | Poppa de Bayeux x Rol·ló comte de Rouen | Poppa de Bayeux x Rol·ló comte de Rouen | Poppa de Bayeux x Rol·ló comte de Rouen | Poppa de Bayeux x Rol·ló comte de Rouen |            |            | N.                              | N.                              | N.                              | N.                              | N.                              | N.                              |                   |                   | Wendigarda x Udalric comte de Linzgau | Wendigarda x Udalric comte de Linzgau | Wendigarda x Udalric comte de Linzgau | Wendigarda x Udalric comte de Linzgau | Wendigarda x Udalric comte de Linzgau | Wendigarda x Udalric comte de Linzgau |                            |                            |                            |                            |                            |                            |                            |                            |  |  |  |  |  |  |  |  |  |  |  |  |  |  |  |  |  |  |  |  |  |  |  |  |  |  |
|                       |                       |                       |                       |                       |                       |  |  |                           |                           |                           |                           | Bernat comte de Senlis                                      | Bernat comte de Senlis    | Bernat comte de Senlis | Bernat comte de Senlis | Bernat comte de Senlis | Bernat comte de Senlis |            |            | Poppa de Bayeux x Rol·ló comte de Rouen | Poppa de Bayeux x Rol·ló comte de Rouen | Poppa de Bayeux x Rol·ló comte de Rouen | Poppa de Bayeux x Rol·ló comte de Rouen | Poppa de Bayeux x Rol·ló comte de Rouen | Poppa de Bayeux x Rol·ló comte de Rouen |            |            | N.                              | N.                              | N.                              | N.                              | N.                              | N.                              |                   |                   | Wendigarda x Udalric comte de Linzgau | Wendigarda x Udalric comte de Linzgau | Wendigarda x Udalric comte de Linzgau | Wendigarda x Udalric comte de Linzgau | Wendigarda x Udalric comte de Linzgau | Wendigarda x Udalric comte de Linzgau |                            |                            |                            |                            |                            |                            |                            |                            |  |  |  |  |  |  |  |  |  |  |  |  |  |  |  |  |  |  |  |  |  |  |  |  |  |  |
|                       |                       |                       |                       |                       |                       |  |  |                           |                           |                           |                           |                                                             |                           |                        |                        |                        |                        |            |            |                                         |                                         |                                         |                                         |                                         |                                         |            |            |                                 |                                 |                                 |                                 |                                 |                                 |                   |                   |                                       |                                       |                                       |                                       |                                       |                                       |                            |                            |                            |                            |                            |                            |                            |                            |  |  |  |  |  |  |  |  |  |  |  |  |  |  |  |  |  |  |  |  |  |  |  |  |  |  |
|                       |                       |                       |                       |                       |                       |  |  |                           |                           |                           |                           |                                                             |                           |                        |                        |                        |                        |            |            |                                         |                                         |                                         |                                         |                                         |                                         |            |            | Juhel Berenguer comte de Rennes | Juhel Berenguer comte de Rennes | Juhel Berenguer comte de Rennes | Juhel Berenguer comte de Rennes | Juhel Berenguer comte de Rennes | Juhel Berenguer comte de Rennes |                   |                   | Berenguer comte de Thurgau            | Berenguer comte de Thurgau            | Berenguer comte de Thurgau            | Berenguer comte de Thurgau            | Berenguer comte de Thurgau            | Berenguer comte de Thurgau            |                            |                            | Burkhard abat de Sant Gall | Burkhard abat de Sant Gall | Burkhard abat de Sant Gall | Burkhard abat de Sant Gall | Burkhard abat de Sant Gall | Burkhard abat de Sant Gall |  |  |  |  |  |  |  |  |  |  |  |  |  |  |  |  |  |  |  |  |  |  |  |  |  |  |

### Fills
De la seva esposa desconeguda (alguns proposen els noms de Cunegunda o Adela per raons onomàstiques), va tenir:
- de manera certa a Poppa de Bayeux, capturada pels normands i després casada amb Rol·ló.
- probablement una filla casada amb un comte de Rennes, i mare de Juhel Berenguer, comte de rennes
- probablement Wendigarda, casada amb Udalric, comte de Linzgau i de Thurgau, mare de Berenguer, comte de Thurgau, i de Burkhard, abat de Sant Gall.